# Associação Merelim São Paio
A Associação Merelim São Paio é uma instituição educativa, desportiva, cultural, social e recreativa sediada em São Paio de Merelim, Braga, Portugal, que foi fundada em 8 de agosto de 2002. Neste momento conta apenas com equipa sénior masculina inscrita na Associação de Futebol de Braga. A associação também possui inscritos na Federação Portuguesa de Bilhar e é a maior promotora de eventos de sua freguesia e organiza festas e jantares coletivos.